# Васил Дойков
Васил Георгиев Дойков е български географ, краевед, писател и университетски преподавател, доцент доктор.

## Биография
Роден е на 20 август 1930 г. в застава на българо-румънската граница, в района на Русе, в село Кютюклии. Живее и учи в Русе. Завършва специалност география и история в Софийския университет. От 1954 до 1973 г. е директор на вечерната гимназия „Захари Стоянов“ в Русе. През 1969 г. защитава докторат на тема „Икономогеографски проблеми на Русе“ под ръководството на проф. д-р Игнат Пенков. През 1970 г. е включен в колектива, разработващ генералния план на Русе. В него участва с геодемографска прогноза и проучване на архитектурно-историческото наследство на града. От 1973 г. е главен редактор в Параходство „Българско речно плаване“ – осъществява над 60 рейса по река Дунав. През 1986 г. започва преподавателската си дейност в катедра „География“ във Великотърновския университет, а през 1987 г. е избран за доцент по икономическа география. Чете лекции в специалностите „Европеистика“ на Русенския университет и Варненския свободен университет. През 2017 г. за големите му заслуги в развитието на географското образование във висшето училище и на талантливото му научно творчество на Васил Дойков е присъдено званието „Почетен професор на Историческия факултет“ на Великотърновския университет „Св. св. Кирил и Методий“.